# 菅原卓郎
菅原 卓郎（すがわら たくろう、1983年〈昭和58年〉7月19日 - ）は、日本のミュージシャン。ロックバンド・9mm Parabellum Bullet及びキツネツキでボーカル・ギターを担当。2022年9月9日より自身の所属する事務所・nonetの代表取締役社長を務める。
以下、9mm Parabellum Bulletについては特記のない限り「9mm」と略称する。

## 人物
- 身長180cm、血液型B型。特徴的な髪形はアフロヘアではなく天然パーマである。
- 2011年に一般女性と結婚[2]。現在は一児（長女）の父である。
- 9mm及びキツネツキにおいては大半の楽曲の作詞と一部楽曲の作曲を担当。
- 初めて買ったCDはB'zの『LOOSE』[3]。
- the pillows及びBUMP OF CHICKENのファン。学生時代はBLANKEY JET CITYやThee Michelle Gun Elephantもよく聴いていた[4]。
  - Thee Michelle Gun Elephantのアベフトシからはギタリストとしても影響を受けており、「アンプとギターと両手だけで全てを表現するというところに、今でもすごくあこがれがある」と語っている[5]。
- 趣味は読書で、村上春樹や太宰治を愛読する。
- 2015年よりソロ活動を開始しており、弾き語りツアーやアルバム発表なども行っている。

## 使用機材

### ギター
- ESP Trickster（3-Tone Sunburst / Deep Blue）

現在のレギュラーチューニング用メインギターで、シグネチャーモデル第3弾。形状はジャズマスターに近いが、ピックアップはシングルコイルではなくハムバッカー（セイモア・ダンカン製「SH-18」）を搭載している。ネックは滝のシグネチャーモデルであるSufferと同じ仕様となっており、かなり丈夫なネックとなっている。
菅原曰く、本来はキツネツキで使うために作ったギターだが、「あまりにも音が良」かったため9mmでのメインギターに昇格したとのこと。なおDeep Blueカラーのモデルについては市販されていない。
- Navigator N-LP-480STD（Honey Sunburst）

現在のドロップDチューニング用メインギター。主にドロップDチューニング用で使用されることが多い。
入手時期は480CTMと同じ時期だが、その当時はレコーディングの時しか利用する場面はなく、いつか表舞台で使いたいと言っていたが、当時の念願叶う形となった。
- ESP Bricoleur（Black / Gold Top / Fiesta Red / CTM Model）

2010年～2019年頃にかけてのメインギターで、シグネチャーモデル第2弾。BlackとGold Topをレギュラーチューニングで、Fiesta RedとCTM ModelはドロップDチューニングで用いることが多かった。
通常のBricoleurにはP-90が2基搭載されているが、CTM Modelのみレスポール・カスタムのような黒と金を基調としたデザインにハムバッカーが3基搭載されている。Tricksterの使用開始以降ライブでの登場機会は減ったものの、ミュージックビデオではCTM Modelを中心に現在でも使用している。
- ESP TYG

菅原の初めてのシグネチャーモデルで、メジャーデビュー前後の時期に使用していた傷跡も含めたSNAPPER-S/AL（Black）を再現している。
ちなみに菅原曰く、TYGとは「Tottemo Yoi Guitar＝とっても良いギター」の略とのことである。
- ESP SNAPPER-S/AL（Black / Vintage White）

結成初期にESPとエンドース契約して、2008年頃まで使用する。当時のメインはBlack（TYGの原型）、サブはVintage White。
同時期に滝もSNAPPERを使用しており、PAから「同じSNAPPERどうしでわかりにくい」と指摘されたため、徐々にライブでは使用されなくなっていった。形状はストラトキャスターに近いが、リアピックアップはシングルタイプの形状のハムバッカーとなっている。
現在は既にライブ・レコーディングでは使用されていないものの、Blackは「生命のワルツ」を演奏する際にたまに用いられることがあった。Vintage Whiteは表では使っていないもののリアにハムバッカーを載せ替えてたまに弾いているとのこと。
- Gibson Les Paul Special（Natural Walnut Satin）

2008年～2010年頃にかけてのメインギター。上述の通り、滝との使用ギターの重複を避けるため徐々にギブソン系のギターを使用するようになっていった。  当時のレギュラーチューニング用のギターとして利用していた。
- Edwards Jr Custom（Cherry Red）
- Navigator N-LP-480CTM

こちらも2008年～2010年頃にかけてのドロップDチューニング用メインギター。Les Paul Specialと音質の近いことから上記のギターを利用していた。 利用時期として、前記はEdwards、後期はNavigatorを使用していた。
- Gibson 335-S

吉井和哉から譲り受けたもので、『Movement』のレコーディングで使用されている。また、上記のBricoleurを作成する際の参考にもされた。
- Gibson J-50

アコースティックライブで使用。当初はピエゾピックアップだったが、後にホールにピックアップが増設されている。

### アンプ
- Fender Twin Reverb
- Marshall JCM800-22030 / Marshall 1960A
- Marshall JCM2000 / Marshall 1960AV
- Marshall Vintage Modern / Marshall 1960X

## ディスコグラフィ
- それぞれのバンドとしての作品については「9mm Parabellum Bullet#ディスコグラフィー」、「キツネツキ#ディスコグラフィー」も参照。

## 参加楽曲
| 発売日         | アーティスト・タイトル              | 楽曲名                     | 参加パート                     |
| -------------- | ----------------------------------- | -------------------------- | ------------------------------ |
| 2010年09月08日 | TRICERATOPS 『WE ARE ONE』          | 「CanとCan'tのパスポート」 | ゲストボーカル                 |
| 2011年03月16日 | 栗山千明 『CIRCUS』                 | 「ルーレットでくちづけを」 | 作詞・コーラス・リズムギター   |
| 2014年09月03日 | livetune 『千の翼』                 | 「千の翼」                 | ゲストボーカル                 |
| 2017年03月01日 | SPECIAL OTHERS 『SPECIAL OTHERS Ⅱ』 | 「マイルストーン」         | 共作詞・共作曲・ゲストボーカル |
| 2018年09月05日 | Yap!!! 『Bichrome』                 | 「Everyone let's go」      | ゲストボーカル                 |

## 出演

### ラジオ
- SOUND GARAGE UNIVERSE（2016年4月1日 - 2017年3月31日、J-WAVE） - メインナビゲーター[7]

### インターネット配信
- Waltz on LINE LIVE(2017年9月29日 - 不定期配信 LINELIVE) - 菅原をメインMCとし、メンバーやゲストミュージシャンを招いての配信。